# 人の始期
人の始期（ひとのしき）は、法律上において出生の厳密な時期、いつ誕生したことにするのかをめぐる議論。人間は法律上の各種の権利の主体となるが、どの時点で権利の主体として認めるのが相当であるかについては、さまざまな議論がある。

## 出生の意義・効果
出生（しゅっしょう、しゅっせい）することによって、人（自然人）は権利の主体であることができる地位を得る。刑法的には、「人」として法律の厚い保護を受けることができるようになり、また民法上は私権を享有する立場を得る。
日本では、民法が3条に、「私権の享有は、出生に始まる」との規定をおいているが、どういう状況を「出生」と定義し人としての始期とするかについて、日本の法律は、特に明確な定義をしていない。そのため、どの時点で人として扱われるようになるかについては、学説に頼ることになる（次節で詳説）。

## 主たる学説
人の始期をめぐる学説としては、以下のような様々な見解が唱えられている。

### 独立生存可能性説
独立生存可能性説は、母体外において独立して生命を保続できる状態になった時点を「人の始期」とする見解である。なお、人工妊娠中絶について、日本においては「胎児が、母体外において、生命を保続することのできない時期に、人工的に、胎児及びその附属物を母体外に排出すること」との規定がある。

### 出産開始説（分娩開始説、陣痛開始説）
出産開始説（分娩開始説、陣痛開始説）とは、出産が開始した時点又は開口陣痛が開始した時点を「人の始期」とする説である。1998年に改正される前のドイツ刑法には、殺人罪とは別に嬰児殺に関する規定があり、「出産中又は出産の直後」(in oder gleich nach der Geburt) という要件があったため、かつてのドイツ刑法学における通説とされていた。

### 一部露出説
一部露出説は、「胎児の身体が母体の外から見えた時点（一部が露出した時点）」を、法的な「人の始期」とする説である（日本での刑法分野における判例（→通説と判例））。一部でも母体外に出れば、母体とは無関係に直接の攻撃が可能であることを理由とする。この見解に対しては、母体の内外を問わず攻撃が可能であること、直接・間接を問題にする意義が不明であること、侵害可能性が客体の性質を決定するのは背理であること等を根拠とした批判がなされている。

### 全部露出説
全部露出説は、「胎児の身体が母体から全部露出した時点」を、法的な「人の始期」とする説である（日本での民法分野における通説）。ただし胎児手術で子宮を切開した場合、胎児が露出するため（露出させなければ手術が出来ない）、これは「全部露出」になり、胎児を子宮に戻しその子宮を縫合したとしても、一度でも露出していれば胎内の子供は「胎児」ではなく「人間」として扱うかという論点もある。

### 独立呼吸説
独立呼吸説は、胎盤呼吸から肺呼吸に移行した時点を「人の始期」とする説であり、母体外における人の独立性に重点を置く視点から主張される。

### 出生説(あるいは、社会的評価説)
「出生」を経た時点を「人の始期」とする説である。現実に生じる問題を妥当に解決することができるという点で、優れて実用的な見解ではあるが、比較的新しい見解であってその評価は定まっていない。

## 人の始期の前後による法的な影響
人の始期については、上述のように、刑法分野での判例と民法分野での通説が食い違っている。これは、人の始期の前後によってもたらされる影響が、刑法分野と民法分野では異なるためである。民法と刑法という異なった局面で用いられる法律について、人の始期について無理やり同一の学説を採用しても、スッキリはするかもしれないが、あまり意味はない。

### 刑法における「人の始期」
日本では、刑法分野において、出生の微妙なタイミングでの胎児ないし幼児の殺害に関して人の始期が問題となった。
裁判所は「子供の一部でも母体から露出していれば、そこに直接の打撃を加えて、母体に影響を与えず子供のみを殺害することが可能である」という観点から、「一部露出説」が相当であると判示している。なお、刑法分野で一部露出説が判例となっていることに関して、「加害行為の態様によって客体（＝被害者）の性質が規定されるのは不当である」との批判がある。
また、胎児性水俣病に関して熊本水俣病事件で胎児を客体とする傷害が成立するかどうかについて争われた。

### 民法における「人の始期」
民法では、相続に関して、人の始期が問題となる。日本の現行民法には以下の規定が置かれており、人の始期をどこととらえるかによってその後に述べるような違いが生じる。
参考条文
民法第886条　胎児は、相続については、既に生まれたものとみなす。
2　前項の規定は、胎児が死体で生まれたときは、適用しない。
典型的には「子供がいない夫婦の妻が妊娠中に、夫が死亡した場合、夫の財産をどう相続するか」といった事例が挙げられる。
子供が生きて生まれた場合には、「妻が1/2、子供が1/2」を相続する。子供が生きて生まれた上でそのあと死んだ場合には、先立って妻子が相続し、さらに子供の財産を子供の母（相続すべき財産を残した夫からみれば妻）が相続するため、結果として夫の全財産は妻が相続することになる。しかし、子供が死産であった場合には、夫から子供への相続は発生しないため、夫の直系尊属（親）は1/3、妻は2/3となる。妻の立場からすれば「すべてを相続できるか、1/3を親に持っていかれるか」、親の立場とすれば「全く相続できないか、1/3を相続できるか」という違いが生じる。
民法分野では、原則として「子供が母体から分離した段階で生きていた」ならばそれは生きて生まれたものと考えるべきであるとする「全部露出説」が通説となっている。
また民法では、損害賠償請求権について、「胎児は、損害賠償の請求権については、既に生まれたものとみなす」（民法721条）とされており、平成18年3月28日、最高裁第三小法廷（藤田宙靖裁判長）において「無保険車傷害条項」においても適用されるという判決が出た。

## 人の始期に関する各国の法制
日本国内においては上述のように出生の意義について学説の対立があるが、その具体的な定義は国によっても異なる。
- スペイン民法30条は、「出生後24時間の生存」を要件として私法上の権利を享有するという規定を置いている。